# Unione Sportiva Avellino 1950-1951
Questa voce raccoglie le informazioni riguardanti l'Unione Sportiva Avellino nelle competizioni ufficiali della stagione 1950-1951.

## Rosa
| N. |                   | Ruolo | Calciatore\|        |
| -- | ----------------- | ----- | ------------------- |
|    | Italia (bandiera) | P     | Bianchini           |
|    | Italia (bandiera) | P     | Angelo Frondana     |
|    | Italia (bandiera) | D     | Fenzi               |
|    | Italia (bandiera) | D     | M. Grillo           |
|    | Italia (bandiera) | D     | Andrea Lo Presti    |
|    | Italia (bandiera) | D     | E. Vissani          |
|    | Italia (bandiera) | C     | Armo Agosto         |
|    | Italia (bandiera) | C     | R. Bertolini        |
|    | Italia (bandiera) | C     | B. Carrai           |
|    | Italia (bandiera) | C     | Cesa                |
|    | Italia (bandiera) | C     | Giovanni Chiricallo |
|    | Italia (bandiera) | C     | Onofrio Fusco       |
|    | Italia (bandiera) | C     | Meucci              |

| N. |                   | Ruolo | Calciatore       |
| -- | ----------------- | ----- | ---------------- |
|    | Italia (bandiera) | C     | Biagio Stella    |
|    | Italia (bandiera) | A     | D'Argenio        |
|    | Italia (bandiera) | A     | Luigi Lo Schiavo |
|    | Italia (bandiera) | A     | C. Vignapiano    |
|    | Italia (bandiera) | A     | Otello Voliani   |
|    | Italia (bandiera) | A     | A. Zanardi       |
|    | Italia (bandiera) |       | Bartoloni        |
|    | Italia (bandiera) |       | Bisoli           |
|    | Italia (bandiera) |       | Catoi            |
|    | Italia (bandiera) |       | Fontana          |
|    | Italia (bandiera) |       | Gagliardi        |
|    | Italia (bandiera) |       | Meluccio         |
|    | Italia (bandiera) |       | Scarlatti        |